# Sericopelma generala
Sericopelma generala é uma espécie de aranha pertencente à família Theraphosidae (tarântulas).